# 苏尔特之战
苏尔特之战是2011年利比亚内战后期的一场战役，由全國過渡委員會部队于9月中旬进攻被卡扎菲势力控制的利比亚北部锡德拉湾沿岸的港口城市苏尔特而引发。
卡扎菲部队曾打退过渡委部队的三次进攻，过渡委部队在第四次进攻中取得胜利，10月20日卡扎菲和五子穆坦塞姆率领的剩余部队在向西试图逃离苏尔特时遇到北约的空袭，后来被过渡委士兵击毙。
经过一个多月的激烈战斗，苏尔特受到严重的破坏，许多建筑完全被毁。

## 背景
由于苏尔特是卡扎菲的故乡，所以该地与另外两座城市（南部沙漠城市塞卜哈于9月21日，拜尼沃利德于10月17日才被过渡委部队控制）在的黎波里于8月下旬被攻克后依然被效忠卡扎菲的部队所控制着。过渡委部队自9月中旬分别从东边的布雷加、西边的米蘇拉塔以及南边的沙漠地带三个方向对该地发起进攻，双方因此发生了激烈的交战。

## 战役经过
以下内容用NTC部队代指过渡委领导的部队，卡部队代指效忠卡扎菲的部队。

### 第一次进攻
9月15-18日
9月15日国家过渡委员会的发言人宣称，在苏尔特周围50公里以外的范围内交火几天以后，NTC部队取得了重大进展，推进到苏尔特西郊。另有消息称，NTC军队已经推进城市西南边缘的Gharbiyat桥，遇到了卡扎菲部队的抵抗。当晚，一位NTC部队的军事发言人告诉路透社记者，NTC军已经进入了苏尔特城，双方战斗十分激烈。几个小时之后，米苏拉塔军事委员会宣称他们的战士已经控制了市中心和出城道路，正在清除残余的抵抗，特别是khamis桥附近的抵抗。但不久之后，NTC军的一位发言人表示，他们推进到距市中心8到10公里的地方，之后因为伤亡惨重不得不撤离。
9月16日Al Jazeera宣称，NTC军已经控制了位于苏尔特城南10公里的机场，同时确认了因为遇到激烈抵抗而撤出市区的消息。当天NTC军组织了规模更大的一次进攻，在苏尔特的主要交通干道上发生了激烈战斗。当晚，经历了一天激烈巷战后，NTC军撤出了苏尔特。NTC军队所期望的苏尔特居民的拥护并未实现，而卡扎菲军的强烈抵抗也出乎他们的意料。
9月17日反卡扎菲武装卷土重来，国家过渡委员会中苏尔特的临时代表称：据他掌握的消息，战斗的双方都还没有控制整个城市，至少三名反卡扎菲武装的战士在战斗中被击毙，很多战士受伤，被疏散到设立在苏尔特郊区的一个加油站的战地医院。
当天稍晚，反卡扎菲武装宣布他们已经攻占苏尔特机场。一名从前线撤回的NTC军战士宣称NTC军控制区还不满苏尔特市的5%，并反驳了已经攻占机场的说法。他说NTC军只在白天有所推进，晚上则不得不撤离城区。之后，机场仍在卡扎菲军手里的说法得到了证实。
9月18日NTC军重又组织了进攻，但到黄昏时不得不再次退出了城市。

### 东部反卡攻势
9月19–23日
22日，东部NTC部队因缺少弹药而停止前进。西部阵线的军官说他们因为要等北约当天对格達費部队的空袭所以没有行动。
23晚，NTC士兵在未遇到抵抗的情况下抵达苏尔特的东门。

### 第二次进攻
9月24-25日
24日，NTC部队在苏尔特西部港口进行了一次大的电视广播，在大道上遭遇到对方激烈的抵抗。BBC记者报道说反卡士兵在东部取得了很快的前展，已经深入该市。
25日，NTC部队在遇到强烈的抵抗后，从西部港口撤退到外围地区。24日他们有9人死97伤。

### 第三次进攻
9月26-28日
26日，NTC部队用坦克从西部外围地区朝该地进发。一名在该市Ibn Sina医院工作的医生Dr. Eman Mohammed逃出来后告诉记者，NTC部队的进攻造成许多平民的伤亡，因此导致许多平民加入了支持卡扎菲的武装队伍。东部阵线在经过距城10公里远的小镇战役后，也进入该市。
27日，西部的NTC部队仍在外围地区，东部的则受困于对方狙击手。在Mahari酒店附近有面对面的激烈交火。
28日，NTC部队继续在东西两方面进攻并尝试在南部的机场处会合。不过东部方面没有任何进展。夜晚，东部的NTC部队被卡部队打出城外3公里。

### 会合、停火阶段
9月29-10月3日
29日早晨，NTC部队从东西两方朝机场进攻，遭遇对方使用火箭弹猛烈抵抗。
30日，NTC宣布停火两天，以便让该市的居民逃离苏尔特、以及让红十字会人员到市中心的医院进行检查。
10月1日，NTC部队100辆武装卡车从南部进入该市。
2日，双方在南部的Buhadi镇展开交火，该地濒临机场，并且是卡扎菲和许多效忠他的军官的出生地。红十字会组织的人访问过医院后表示医院的条件非常恐怖，许多患者死于缺少药物和能源供应，逃离的居民也表示居民区受到交战双方的严重破坏。晚些时候，有报道说奥-穆·坦塞姆·比拉·卡扎菲已经逃离该地并朝南部沙漠地带转移。
3日夜，NTC宣布他们已控制Buhadi地区。

### 第四次进攻
10月4-12日
10月4日，NTC部队朝卡部队据守的会议中心基地进攻。不过很快遭遇到对方重型且精确火力的还击，因此被迫撤退。
5日，NTC部队进发到市中心，指挥官宣布他们已经控制该市的一半地区，预计未来两天内拿下全城。根据NTC部队表示，剩下抵抗的都是来自非洲他国的雇佣军，而一些居民表示卡部队几乎都离开了该市，抵抗的大多是因害怕被NTC部队屠杀而上战场的平民志愿者。战争中首次出现一个卡士兵对NTC部队的的自杀式炸弹袭击，导致一些NTC士兵的伤亡。
6日，进攻的NTC部队依旧遇到对方狙击手的攻击。他们占领东北边缘地区的一家豪华酒店。凌晨，卡部队趁着天黑向NTC部队控制地区进发数百米，并占领一些据点。白天，酒店外面的路上发生激烈交火。在东部，卡部队在白天绕道用防空机枪攻击NTC部队。夜晚，位于会议中心有三辆坦克支持的NTC部队，被对方用导弹打退。
7日，NTC部队从三个方面向对方据守的瓦加杜古会议中心和苏尔特大学等重要据点发动“最后的”联合攻势，截止早晨，有14名NTC士兵死亡，211个受伤。其中死者包括西部阵线的指挥官Amin El Turki上校，伤者中包括一名高级指挥官Ali Saeh，他在指挥中被狙击手射中两次。
7日晚，一名BBC战地记者报道说NTC部队已经控制了大部分市区，一名NTC军官说他们控制了四分之三的地区。市中心的会议中心和大学、卡扎菲行宫等地到晚上仍在猛烈交战。NTC方面有22死，500人伤。
8日，会议中心继续交火，NTC部队在南部投入100辆武装卡车，不久在受到重抵抗后被迫撤退。东部Giz地区同时在交战，西部的部队则朝核心区的绿色广场(苏尔特)进攻。
晚些时候，NTC部队控制了Sabamaiyah居民区，该地是许多效忠卡扎菲的军官的家乡。
12日，NTC部隊進一步推進，削弱卡部隊。據報，NTC部隊已控制城市的80%地區，並傳出已捕獲奥-穆·坦塞姆·比拉·卡扎菲，但消息仍未證實。

### 包围卡部队
10月13-19日
10月13日，卡部队进行反攻，把NTC部队打退2公里，NTC部队又回退到两天前所在的警察局前。黄昏时，NTC部队再次从两面进攻试图夺回失地，至午夜时，卡部队只聚集坚守在一处小区域内，估计大约还剩下500到2000名士兵。
14日，NTC部队再次进攻，他们从警察局向Al Dollar地区和2区进发，以求夺回昨天丧失的地区。有100名士兵组成的重型火力向前进发2公里并占领Al Dollar地区边界的一所学校，在那里他们使用重火力轰炸卡部队阵地，同时也加强了先头侦察小组的侦察力度。NTC部队使用火箭弹和大炮攻击对方，卡部队也用重火力还击。至晚上NTC士兵又退回到了警察局。一名半岛电视台记者证实当天NTC部队没有取得进展。
15日，卡部队又把NTC部队从警察局击退。NTC武装表示由于对方的猛烈还击造成惨烈伤亡使得他们无法再次发动直接的进攻，他们决定使用火箭弹和大炮轰炸对方阵地以迫使对方投降。同时，NTC武装又发现了11具被卡部队处决的尸体。
16日，NTC武装继续轰炸卡部队所在的阵地。路透社报道说，许多来自米蘇拉塔的士兵进行掠夺，导致当地或支持卡扎菲或中立的居民的物品遭到偷运和破坏。
18日，在经过两天的猛烈炮击后，大约1000名NTC士兵从东面向Al Dollar和2区发动进攻。这些士兵刚从拜尼沃利德战场(10月17日拜尼沃利德被NTC完全控制)而来，以求解放最后一块被卡部队控制的地区。不过他们遭到了重大伤亡，著名的兹利坦旅的长官Mustafa Bendardaf在前线被打死。NTC部队想尽力控制菜市场，受到对方武装来自屋顶的射击。而在白天，卡部队还发动了一次猛烈的反攻，打退NTC部队2公里。退回到会议中心的NTC部队试图重新集结，但在受到对方的攻击后只得待在原地。卡部队还在南部外围地区打破NTC的控制，狙击手朝郊区的NTC士兵射击。当天一名支持NTC的澳大利亚穆斯林传教士中枪身亡，当时他正在向该市运送医药物品。
19日，Essam Baghhar替代已死的Bendardaf继续领导兹利坦旅，他说NTC部队经过夜间战斗控制了Al Dollar区，还进攻到了2区范围内。他说卡部队所控制的2区范围仅剩1平方公里之内。米蘇拉塔运来的一辆重型装甲车(携带4架重机枪和一架坦克枪)也加入了战斗，以为扫除路障使用。

### 致命打击
10月20日

10月20日进攻之前的局势

当地时间上午8点，NTC部队对被包围的卡部队发动最后一次大攻势。在围攻战之前，有5辆卡部队军车试图从海岸边的公路逃跑，NTC部队对这些目标发动袭击，打死20人。在经过90分钟的战斗后，卡部队坚守的最后一块苏尔特地区被攻克，16名卡士兵被俘。
数个小时后，过渡委正式宣布卡扎菲在苏尔特以西3公里处被俘后被过渡委士兵打死。当天五子穆塔西姆也在蘇爾特被殺。

## 北约的空中打击
北約在2011年9月15日至10月12日期間，在當地進行了49次針對軍用目标与設施的導彈攻擊。